# Sieradz Męka
Sieradz Męka – przystanek kolejowy w Sieradzu, w województwie łódzkim, w Polsce. Położony jest na linii kolejowej warszawsko-kaliskiej.

## Ruch pasażerski[1]
| Rok  | Wymiana pasażerska na dobę |
| ---- | -------------------------- |
| 2017 | 50-99                      |
| 2018 | 50-99                      |
| 2019 | 50-99                      |
| 2020 | 20-49                      |
| 2021 | 50-99                      |
| 2022 | 50-99                      |
| 2023 | 50-99                      |

## Połączenia
- Leszno
- Łódź Kaliska
- Ostrów Wielkopolski
- Sieradz